# 양승원 (축구 선수)
양승원(梁勝源, 1985년 7월 15일 ~ )은 대한민국의 전직 축구 선수이다. 현역 시절 포지션은 수비수였다.

## 클럽 경력
2008 K리그 드래프트를 통해 대구 FC에 입단했고, 그 해 시즌 개막전에서 경남 FC를 상대로 데뷔전을 치렀다. 이 경기에서 대구는 2대 4로 패배하였다. 4월 12일, 전북 현대 모터스와의 원정 경기에서 후반 32분 코너킥 상황에서 헤딩골로 프로 무대에서 그의 첫 골을 뽑아내었다. 양승원의 골을 시작으로 후반 42분, 44분에 각각 이근호와 장남석이 골을 넣어 3대 0 대승을 거두었다. 프로 데뷔 첫 해, 좋은 활약을 보여나가던 양승원은 그러나, 6월 초 십자인대 부상을 당해 일찌감치 시즌을 접어야했다. 2009시즌 모든 대회에서 23경기 출전하며 팀에서 확고히 자리를 잡았다.
2011년 승부조작 사건에 연루되어 방출당하였다. 그러나 2년 뒤인 2013년 한국프로축구연맹의 징계 감면으로 다시 원 소속팀 대구에 복귀하여 뛰고 있다.
2014시즌을 앞두고 용인시청에 입단했다.